# Attonda
Attonda là một chi bướm đêm thuộc họ Noctuidae.

## Các loài
- Attonda trifasciata (Moore, 1877)